# Délocalisation du Haut-Arctique
La délocalisation du Haut-Arctique (en anglais : High Arctic relocation ; en inuktitut : ᖁᑦᑎᒃᑐᒥᐅᑦᑕ ᓅᑕᐅᓂᖏᑦ, Quttiktumut nuutauningit) est l'installation forcée de 92 Inuits dans l'Arctique canadien dans les années 1950, opérée par le gouvernement du Canada.
Cette délocalisation est considérée comme une migration forcée. Sous couvert d'inciter les Inuits à renouer avec leur mode de vie traditionnel, l'objectif est d'assoir la souveraineté du Canada sur des territoires inhabités dans un contexte de Guerre froide. Les Inuits déménagés sont confrontés à des conditions de vie extrêmement différentes de celles qui leur sont promises, ne recevant pas de soutien adéquat pour leur survie au cours des premières années suivant leur installation.

## Histoire

### Origine
Le commerce des fourrures est en déclin, et le gouvernement canadien redoute que les Inuits deviennent de plus en plus dépendants des aides sociales. Parallèlement, la souveraineté du Canada dans le Nord est menacée par les États-Unis, qui y installent une présence militaire dans le but de se protéger d'une invasion soviétique.

### Recrutement
Le gouvernement canadien débute le recrutement de familles en 1953, dans la communauté d'Inukjuak. On leur vante de meilleures conditions de vie, et de meilleures opportunités de chasse dans l'Extrême-Arctique. Il leur est promis qu'elles y bénéficieront de l'aide du gouvernement, et qu'elles pourront être rapatriées dans leur ville d'origine au bout d'un an ou deux, sans que le plan établi officiellement par les autorités ne mentionne cette possibilité.
Les méthodes de recrutement des populations ont été contestées par la suite. Le gouvernement a déclaré que les familles volontaires ont accepté de participer à un programme visant à réduire la surchasse dans le Nord-du-Québec, afin de réduire leur dépendance à l'aide sociale, et de reprendre un mode de vie de subsistance. Après coup, les Inuits ont déclaré que les délocalisations furent forcées et motivées par le désir de renforcer la souveraineté du Canada dans l'archipel arctique en créant des colonies dans la région.

### Installation forcée

Délocalisation d'Inukjuak à Resolute (flèche gauche) et Grise Fiord (flèche droite).

En août 1953, sept familles inuites originaires d'Inukjuak, au Nunavik (Québec), sont emmenées par bateau jusqu'à Pond Inlet, île de Baffin, où trois autres familles, originaires de la communauté de Mittimatalik et censées être plus familières avec le territoire arctique, les rejoignent à bord. Le bateau rejoint alors Craig Harbour, où on leur apprend que les familles des deux communautés seront mélangées puis séparées, alors qu'elles parlent des dialectes différents et n'ont pas les mêmes traditions. Certaines familles doivent rester à Craig Harbour tandis que les autres sont envoyées à Qausuittuq (Resolute Bay)
Il s'agissait jusque là d'îles inhabitées, à près de 2 000 km au nord de la communauté de la baie d'Hudson. 

### Conditions de vie
Arrivées à destination, les familles se retrouvent abandonnées par le gouvernement, sans approvisionnement suffisant en peaux, en caribous, en nourriture et en charbon. Elles doivent s'adapter à la toundra du Haut-Arctique, à la faune locale moins diversifiée que dans leur région d'origine, et au climat. Elles doivent également s'habituer à la nuit polaire, inexistante dans le nord du Québec.
Le gibier, contrairement à ce qui a été promis, est en réalité rare, et chaque famille n'a le droit que de chasser un caribou, sous peine d'amende ou d'arrestation. Les Inuits doivent chasser le phoque et l'ours polaire. Par manque de nourriture, certaines familles récupèrent des restes dans les poubelles d'une base militaire située à quelques kilomètres. 
Il n'y a pas assez de glace pour construire des igloos, ce qui les oblige à rester sous des tentes en toile durant leur premier hiver.
Les premières maisons pour les familles déportées ne sont construites par le gouvernement canadien qu'en 1962, en même temps qu'une école.

## Excuses officielles
Entre 1970 et 1986, six des familles déportées parviennent à rentrer à Inukjuak par leurs propres moyens. Dès 1978, la Société Makivik commence une campagne pour obtenir des compensations pour les déportés. Dans les années 1980, le gouvernement canadien a commencé à reconnaître la délocalisation et s'engage à payer le retour des familles inuites en 1987. En 1994, la Commission royale sur les peuples autochtones met en lumière le sort des déportés de 1953-1955. Deux ans plus tard, le gouvernement fédéral conclut une entente d'indemnisation de 10 millions de dollars pour les victimes. Il faut attendre le 18 août 2010 pour que le ministre des Affaires autochtones et Développement du Nord Canada, John Duncan, formule des excuses officielles au nom du gouvernement.

## Filmographie
- 2009 : Martha qui vient du froid, documentaire réalisé par Marquise Lepage[8].

## Publications
- Marie Desjardins, Ellesmere - La faute et Ellesmere - The offense, Réédition de Ellesmere sorti en 2014 avec une nouvelle présentation (deux livres, en français et en anglais, dans un même volume), Les éditions du Mont Royal, Montréal, 2023, 354 pages,  (ISBN 9782925196020)[9]

- Marie Desjardins, Ellesmere, Les Éditions du CRAM, Montréal, 2014,140 pages,  (ISBN 9782897210809)[10],[11]